# 多明尼加復國戰爭
多明尼加復國戰爭（英語：Dominican Restoration War）是1863年多明尼加為二度獨立並脫離西班牙統治而展開的復國戰爭。1865年西班牙軍隊撤退，多明尼加成功復國。

## 背景
多明尼加在佩德羅·桑塔納的率領下反抗海地的統治，並在脫離海地的獨立戰爭中獲勝，獲得短暫的獨立（1844-1861年），佩德羅·桑塔納成為第一任多明尼加總統。但獨立後的多明尼加一片混亂，內有嚴重的經濟崩潰問題，外有海地的威脅。在內憂外患的情況下，佩德羅·桑塔納和西班牙女王伊莎貝爾二世和古巴總督談判，準備讓多明尼加重新回到西班牙的統治。此時美國因為內戰（南北戰爭）如火如荼的進行，所以無暇顧及拉丁美洲的事務（1823年美國發表宣言，歐洲國家如果對美洲進行殖民，或對其干預，都將視為侵略，美國都將介入，此宣言稱為門羅主義），西班牙認為有機可乘，因為控制多明尼加是重新控制拉丁美洲的第一步。1861年3月18日，西班牙正式兼併多明尼加，佩德羅·桑塔納成為西屬多明尼加的總督。但許多多明尼加人都反對回歸西班牙統治，於是1863年，由羅里蓋茲、孟席歐、盧柏龍三人領導的多明尼加復國戰爭正式展開。